# Olympische Jugend-Sommerspiele 2010/Teilnehmer (Rumänien)
| Gelbes Symbol für Goldmedaillen mit stilisierten Olympischen Ringen | Graues Symbol für Silbermedaillen mit stilisierten Olympischen Ringen | Braundes Symbol für Bronzemedaillen mit stilisierten Olympischen Ringen |
| ------------------------------------------------------------------- | --------------------------------------------------------------------- | ----------------------------------------------------------------------- |
| 1                                                                   | 4                                                                     | 2                                                                       |

Die Jugend-Olympiamannschaft aus Rumänien für die I. Olympischen Jugend-Sommerspiele vom 14. bis 26. August 2010 in Singapur bestand aus 30 Athleten.

## Athleten nach Sportarten

### Boxen
Jungen
- Alexandru Marin

### Fechten
| Mädchen - Amalia Tătăran | Jungen - Lucian Ciovica - Dragos Sirbu |

### Gewichtheben
| Mädchen - Andreea Aanei | Jungen - Florin Croitoru |

### Judo
| Mädchen - Alexandra Pop | Jungen - Ioan Visan Bronze Teamwettbewerb |

### Kanu
Jungen
- Andrei Liferi

### Leichtathletik
| Mädchen - Monica Florea - Bianca Lazar Fazecas - Dana Loghin - Bianca Răzor Silber 400 m Bronze Staffellauf - Ana Roșianu - Alina Rotaru Silber Weitsprung | Jungen - Claudiu Cimpoeru - Laurentiu Rosu |

### Rudern
| Mädchen - Madalina Buzdugan - Ana Gigica | Jungen - Ioan Prundeanu Bronze Einer |

### Schießen
| Mädchen - Alexandra Silvia Morar | Jungen - Stefan Rares Ion |

### Schwimmen
| Mädchen - Alexandra Dobrin - Carina Macavei | Jungen - Marius Radu - Razvan Tudosie Bronze 50 m Brust |

### Tennis
Mädchen
- Cristina Dinu

### Tischtennis
Mädchen
- Bernadette Szőcs

### Turnen
| Mädchen - Diana Bulimar Silber Boden | Jungen - Andrei Muntean Gold Ringe Silber Barren |